# Дольмен Пол-на-мрон

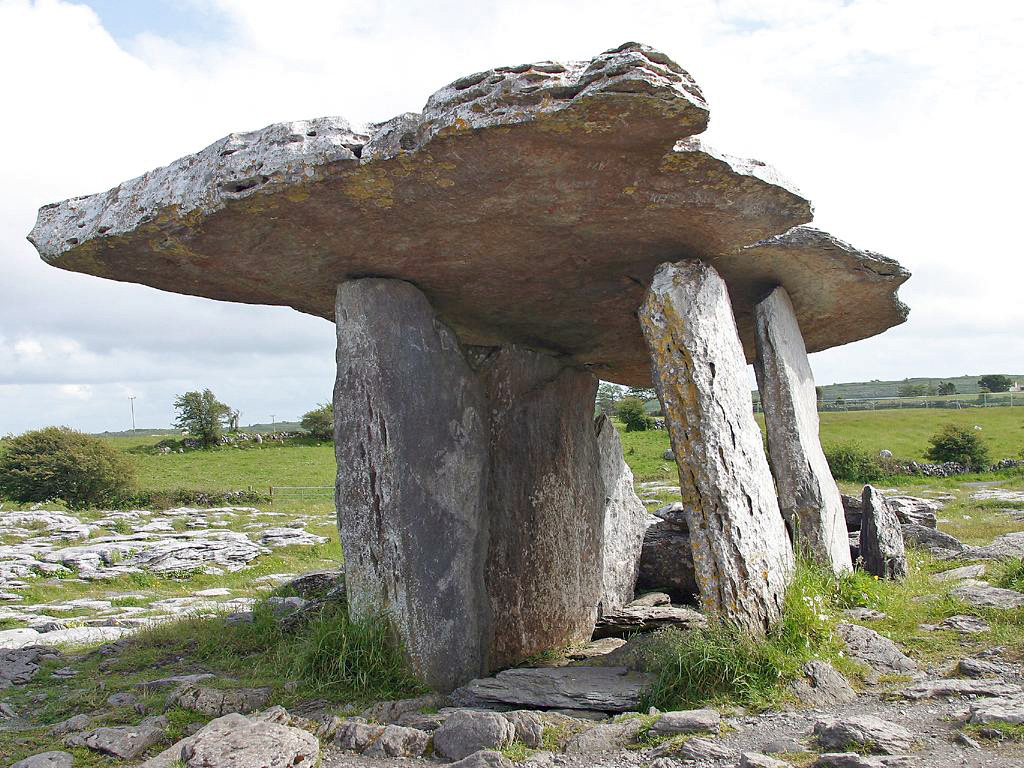
Пулнаброн

53°02′55″ пн. ш. 9°08′24″ зх. д. / 53.0486903° пн. ш. 9.1400214° зх. д.
Дольмен Пулнаброн (англ. Poulnabrone Dolmen, ірл. Poll na mBrón, ірландською мовою — «яма нещасть») — портальна гробниця. Знаходиться в місцевості Бурре, графство Клер, Ірландія. Належить до неоліту, імовірно від 4200 до 2900 рр.. до н. е.. Знаходиться за 8 км на південь від м. Баллівон і за 10 км на північний захід від Кілнабоя. (grid ref: 123 200)
Дольмен складається з 3,7-метрової тонкої плити, що спирається на дві тонкі вертикальні плити висотою близько 1,8 м; навколо дольмена є кам'яний насип для стабілізації конструкції. Спочатку насип, очевидно, був набагато вище сучасного. Вхід спрямований на північ.
У 1985 р. в східному портальному камені виявлено тріщину. Згодом дольмен обвалився і був розібраний для реставрації, після чого камінь з тріщиною було замінено. Розкопки, проведені в цей період, дозволили виявити останки від 16 до 22 дорослих і 6 дітей, похованих під дольменом. Серед особистих речей, покладених в поховання, було виявлено поліровану кам'яну сокиру, кістяну підвіску, кристали кварцу, зброю і кераміку. У бронзову добу, близько 1700 р. до н. е.., в портику перед входом була похована новонароджена дитина. Дольмен, мабуть, залишався церемоніальним центром і пізніше, в кельтський період.

## Галерея

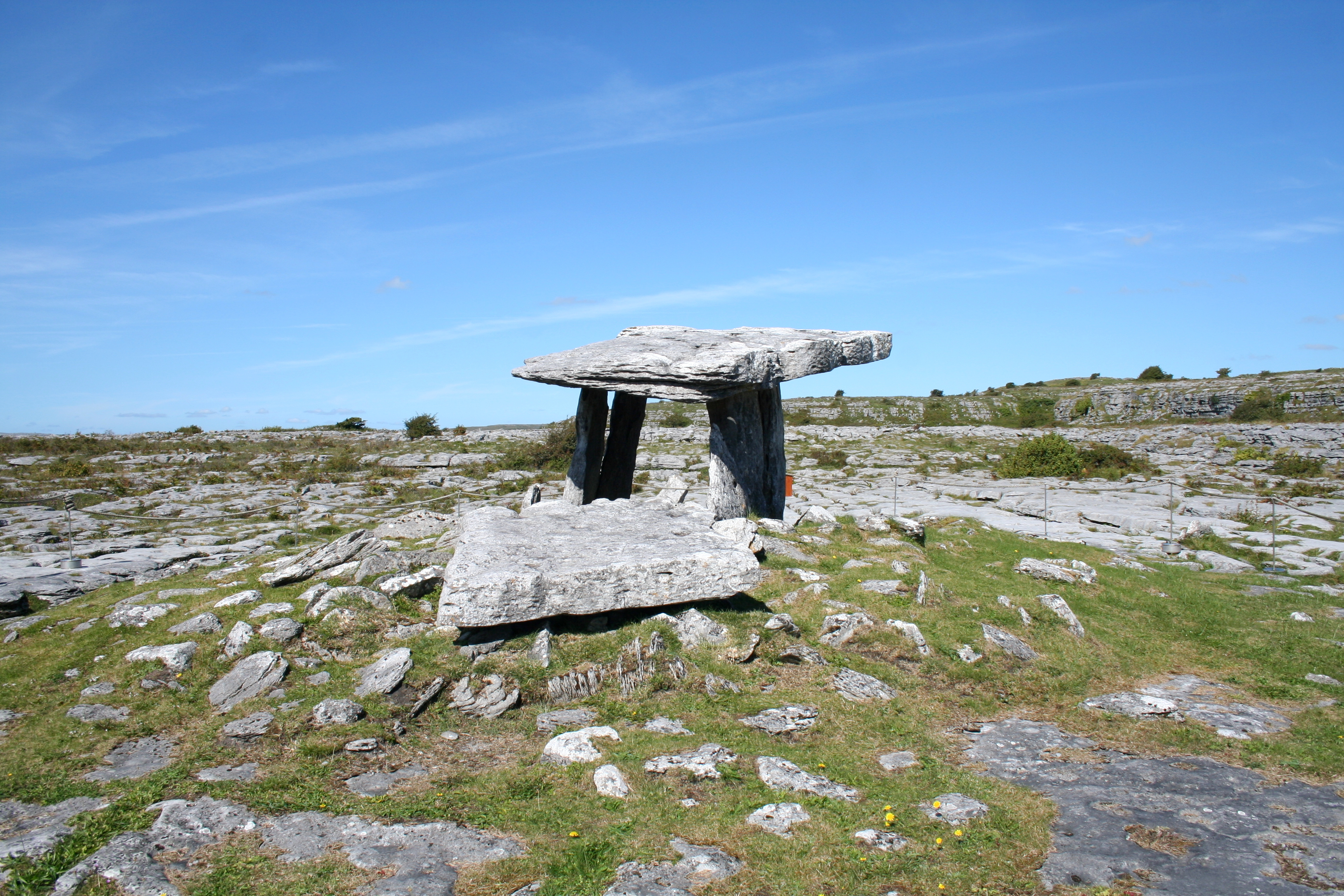
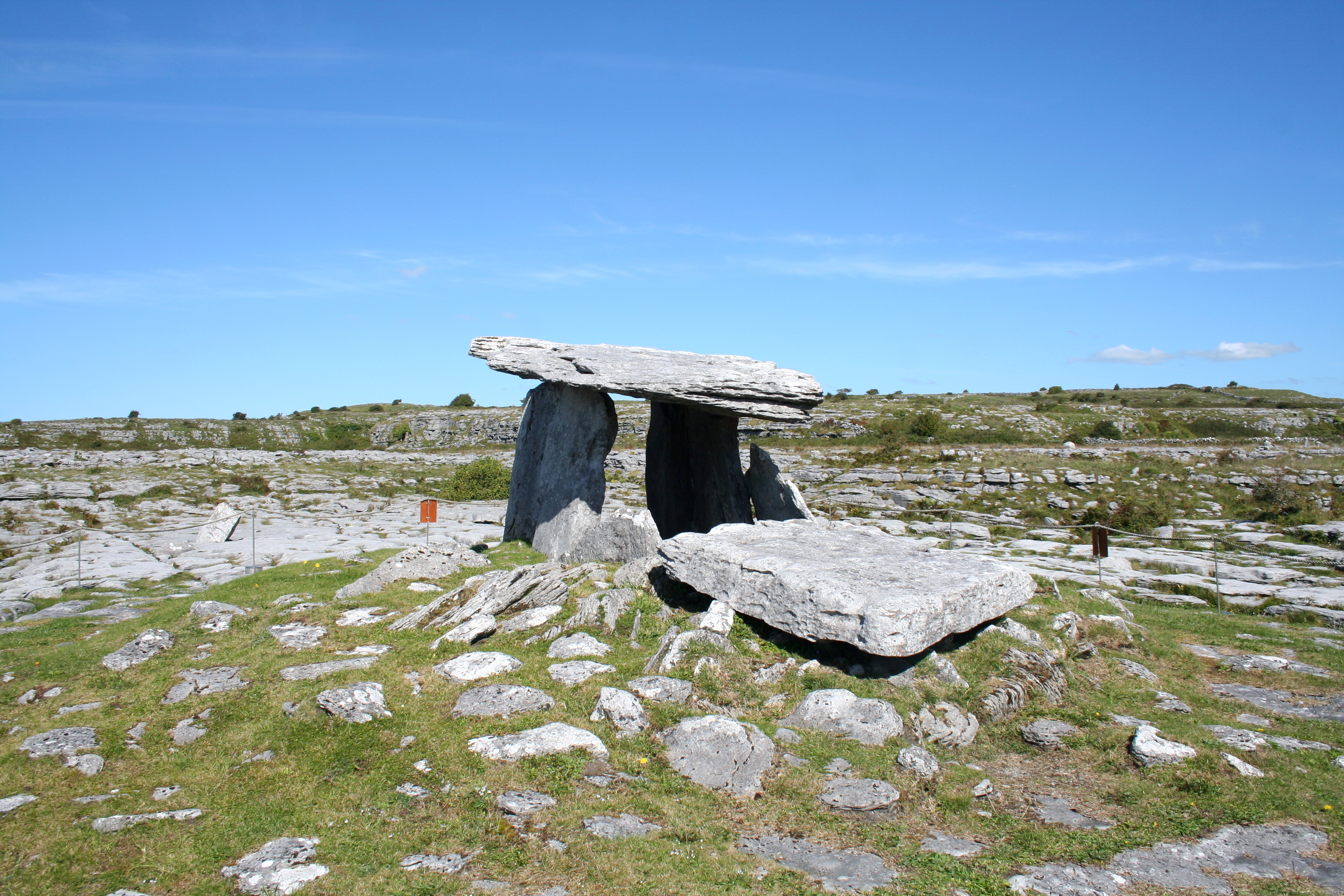
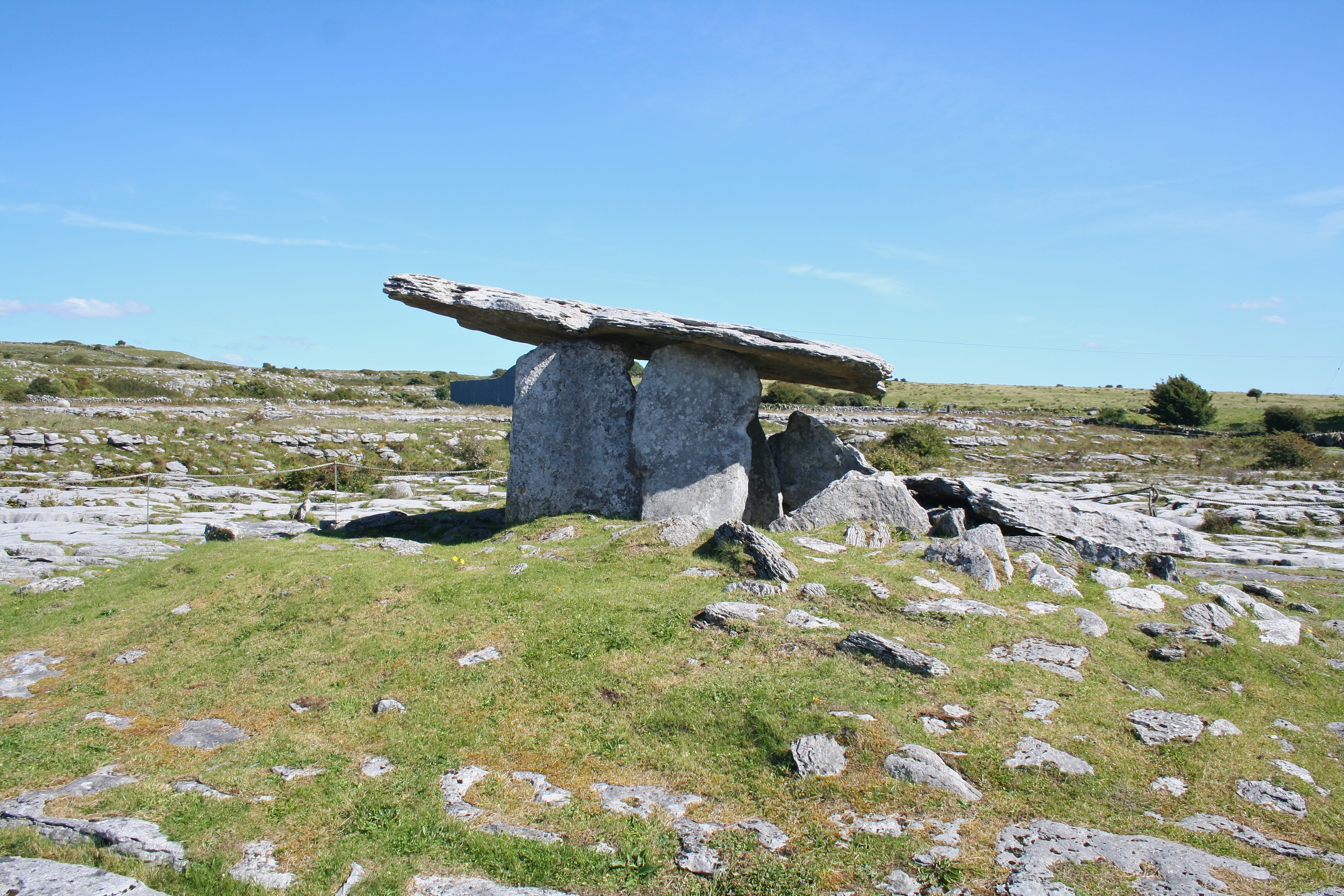
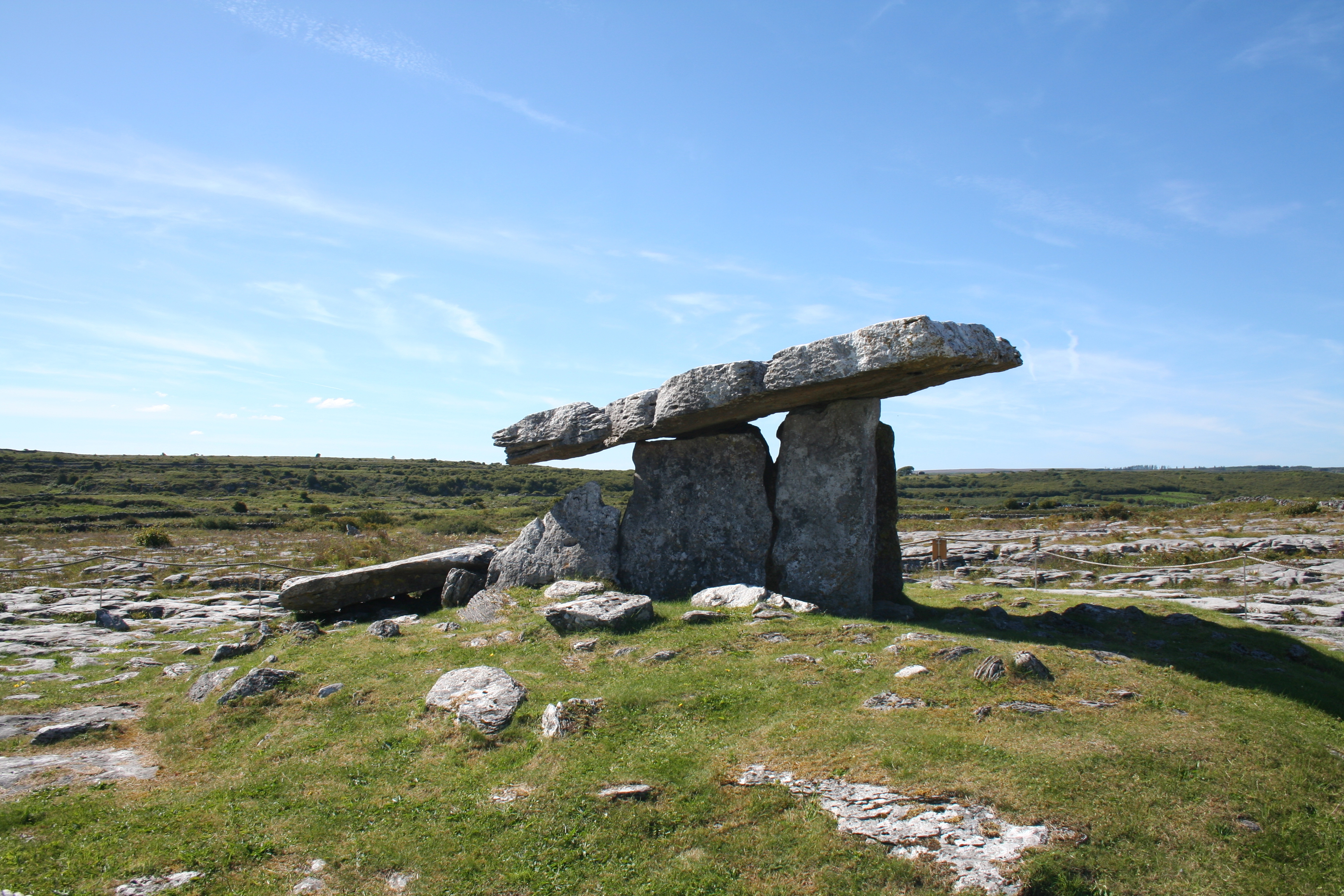